# Loď bláznů (obraz)
Loď bláznů je alegorický obraz Hieronyma Bosche, který vznikl v posledním desetiletí 15. století. Obraz může být i ilustrací ke stejnojmenné satirické básni Sebastiana Branta, která byla v té době všeobecně známá. Obraz vznikl současně s Lakomcovou smrtí, a, ač je dnes vystavován samostatně, je pravděpodobné, že jsou oba obrazy součástí triptychu.
Obraz, mimo motivu bláznovství, zachycuje špatné lidské vlastnosti, např. hříšnost, jak je autor zachytil i na obraze Sedm smrtelných hříchů.

## Popis

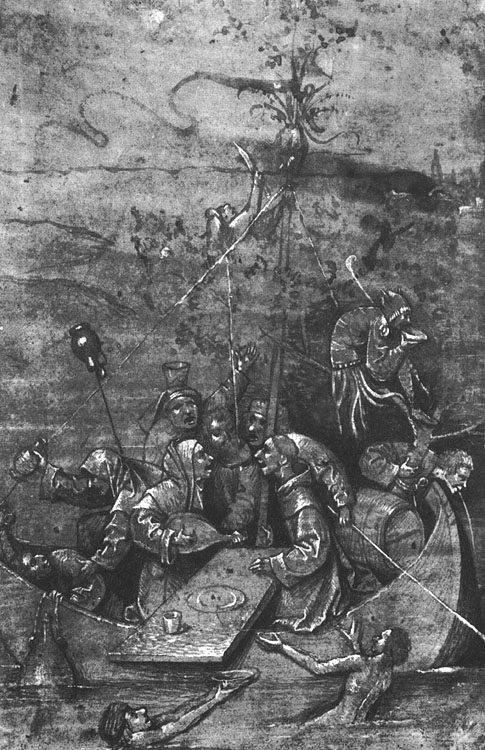
Skica k Lodi bláznů, bistr a pero s bělobou na šedém papíru

Obraz se vyznačuje řadou symbolů, kritizujících – obdobně jako Brant – soudobou morálku, odvrat od křesťanských hodnot, a celkovou nesmyslnost takovéhoto počínání: většina postav zpívá kolem obilné placky, která visí ze stěžně, mnich a mniška, která hraje na loutnu, dokonce tuto skupinu vedou. Stěžeň lodi je tvořen stromem – „vykořeněným stromem moudrosti“ –, na kterém je nahoře uvázána pečená husa, kterou se snaží další blázen odříznout nožem. Husa, spolu s rybou a zvracejícím pasažérem, odkazují k hříchu obžerství. Na stěžni nad výjevem vlaje idealizovaná osmanská vlajka a v koruně sedí sova.
Na lodi je stůl s miskou třešní, pod ním se koupou nazí další pasažéři lodi. Celá loď je řízena pouze velikou vařečkou, nicméně kormidelníka více zajímá placka, než cíl cesty.
Obraz byl později často retušován a přemalováván, což způsobilo rozpraskání barvy a bylo potřeba několika následných rekonstrukcí.